# Joseph Chatt
Joseph Chatt, CBE FRS (6 de novembro de 1914 — Hove, 19 de maio de 1994) foi um químico britânico.